# Goedele (tijdschrift)
Goedele (soms ook Goedele Magazine genoemd) was een lifestyle- en personality-tijdschrift rond mediafiguur en psychologe Goedele Liekens. Thema's waren onder meer seksuologie, relaties, lifestyle, psychologie, fotoreportages en maatschappelijke thema's. De allereerste editie verscheen in september 2008 en sindsdien verscheen het maandelijks, op de eerste woensdag van elke maand.
Net na de verschijning van de 39ste editie van het maandblad, dat in het teken stond van homoseksualiteit en waarbij OUTTV-presentator Jens Geerts op de omslag stond, werd op 8 november 2011 aangekondigd dat Goedele na 40 edities definitief stopgezet zou worden. De laatste editie van het tijdschrift verscheen op 7 december 2011.
In juli 2012 werd er een nieuw blad opgestart onder de titel GDL, dat dit keer uitgebracht werd door uitgeverij Cascade. Het tweemaandelijkse blad werd na acht nummers opgedoekt.
Lijst van tijdschriften in België